# Harae
Harae hay harai (祓 hay 祓い) là thuật ngữ chung cho các nghi thức thanh tẩy trong Thần đạo. Harae là một trong bốn yếu tố thiết yếu tham gia vào một buổi lễ Thần đạo. Mục đích của nghi thức là thanh tẩy sự ô uế hoặc tội lỗi (tsumi) và xú uế (kegare). Các khái niệm này bao gồm sự xui xẻo và bệnh tật cũng như cảm giác tội lỗi theo nghĩa tiếng Anh. Harae thường được mô tả như sự thanh lọc, nhưng nó cũng được biết đến như một phép trừ tà được thực hiện trước khi thờ phượng. Harae thường liên quan đến việc gột rửa tượng trưng bằng nước, hoặc có một tu sĩ Thần đạo lắc một que quấn giấy lớn gọi là ōnusa hay haraigashi đối với đối tượng thanh tẩy. Người, địa điểm, và các đối tượng đều có thể là đối tượng của harae.

## Lịch sử

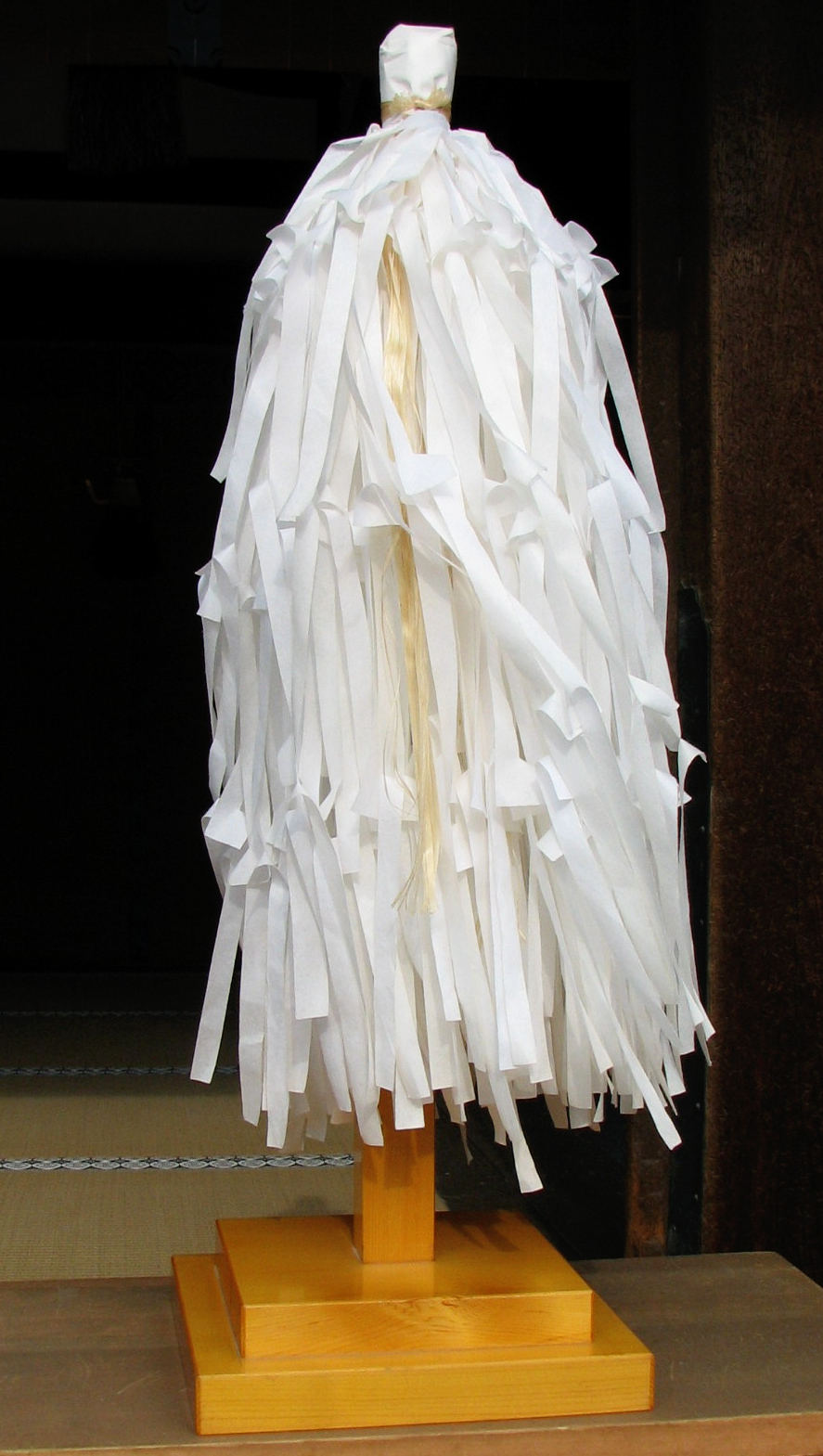
Một ōnusa, được sử dụng trong một số loại harae.

Harae bắt nguồn từ huyền thoại về Susano-o, anh trai của nữ thần Mặt trời Amaterasu. Theo thần thoại, trong khi Amaterasu giám sát việc may y phục của thần linh trong một ngôi nhà dệt may thanh khiết, Susano-o đột nhập vào qua mái nhà và thả xuống một con thiên mã đã bị lột da. Điều này đã làm một người hầu của bà giật mình, người trong sự kích động đã bị con thoi dệt của khung cửi đâm chết. Amaterasu bỏ chạy về thiên hang Amano-Iwato. Susano-o sau đó đã bị trục xuất khỏi thiên đường và quyền lực tối thượng của Amaterasu được tái lập. Nghi lễ thanh tẩy truyền thống harae của Thần đạo được đại diện khi Susano-o bị đuổi khỏi thiên đường.

## Thực hiện
Có nhiều cách khác nhau để thực hiện harae. Trong Ise, "nơi linh thiêng nhất trong tất cả các Thần xã", những trang sức nhỏ bằng gỗ tên là o-harai, một cái tên khác cho harae hay harai, được treo trên tất cả các đền thờ.
Trong tất cả các nghi lễ tôn giáo của Thần đạo, harae được thực hiện vào đầu những nghi lễ để tẩy sạch mọi yêu ma, ô nhiễm hay tội lỗi trước khi ai đó cầu khẩn kami. Thông thường, nước và muối được sử dụng cho các nghi lễ để rửa tay và mặt cũng như đền thờ trước khi bắt đầu chuẩn bị cầu khẩn điều tốt lành và thực phẩm. Sau đó, tu sĩ cùng với những người còn lại tham dự vào một nghi thức tụng bài niệm trang trọng trước khi các tu sĩ phụ tá thanh tẩy các khẩn cầu sử dụng một cây đũa phép gọi là haraigushi.
Một phương pháp được sử dụng để thực hiện harae là misogi, trong đó một người tham gia đứng dưới một thác nước lạnh trong khi tụng một bài niệm. Misogi được cho là được thực hiện vào ngày thứ 11 của tháng, bao gồm cả những tháng mùa đông tại Đại Thần xã Tsubaki (椿大神社). Khi cả hai đều có liên quan đến, chúng được gọi chung là Misogiharae (禊祓).
Oharae là một phương pháp thực hiện như là một nghi lễ thanh tẩy để làm sạch một nhóm đông người. Nghi lễ này được thực hiện chủ yếu trong tháng Sáu và tháng 12 để làm sạch toàn đất nước, cũng như sau khi một thảm họa xảy ra. Nghi lễ này cũng được thực hiện tại lễ hội kết thúc một năm và cũng được tổ chức trước các lễ hội lớn của quốc gia.
Shubatsu, một nghi lễ tẩy uế bằng cách rắc muối, là một cách thực hiện khác trong Thần đạo. Muối được sử dụng như một vật thanh tẩy bằng cách đặt các đống nhỏ ở phía trước nhà hàng, được gọi là morijio (盛り塩 morijio, đống muối) hay shiobana (塩花 shiobana, hoa muối), để xua đuổi tà ma và đồng thời thu hút khách quen. Ngoài ra, rắc muối qua một người sau khi tham dự một đám tang cũng thường được thực hiện trong nghi lễ Thần đạo. Một ví dụ khác của nghi lễ tẩy rửa này là tưới nước tại cửa nhà của một người, cả vào buổi sáng và buổi tối. Một hình thức quan trọng và hữu hình của nghi lễ này là khi các đô vật sumo rắc muối xung quanh vòng chiến đấu trước một trận đấu, để thanh tẩy khu vực.